# Елизавета Тороская
Принцесса Елизавета Тороская (Princess Elizabeth of Tooro, Элизабет Кристобель Эдит Багайя Акиики, Elizabeth Christobel Edith Bagaaya Akiiki; родилась 9 февраля 1936) — угандийская аристократка, государственная деятельница, юристка, политик, дипломат, модель и актриса; Батебе (королевская принцесса) королевства Торо до 12 сентября 1995 года, когда её сменила Омубиитокати Рут Нсемере Комунтале.
Она стала первой женщиной из Восточной Африки, принятой в английскую коллегию адвокатов. Приходится тётей по отцовской линии (Исенкати) Омукаме (правителю) Торо Рукиди IV. С февраля по ноябрь 1974 года она недолгое время занимала пост министра иностранных дел Уганды при президенте Иди Амине.

## Семья и образование
Принцесса родилась в 1936 году в семье Рукиди III, одиннадцатого Омукамы Королевства Торо, правившего с 1928 по 1965 год. У него было 5 жен и около 25 детей. Её матерью была королева Кезия Бьянджеру, дочь Никодемо Какоро, верховного вождя. Её титул от рождения был Омубиитокати (принцесса).
После окончания начальной школы для девочек Кьебамбе была отправлена в среднюю школу-интернат Гаяза в Буганде, которой руководила методистская миссионерка Нэнси Корби, уделявшая особое внимание музыке, благочестию и соблюдению строгих правил воспитания (окружающие не принимали во внимание аристократическое происхождение, и принцесса была вынуждена работать на банановой плантации, но также получила возможность проявить себя в театральных постановках, в том числе в роли Юлия Цезаря). Однако её учеба была прервана ночным инцидентом, когда Элизабет с подругой сбежала из дворца своего дяди в Буганде и отправилась в Кампалу с двумя студентами Королевского колледжа.
Её перевели в миссионерскую ферму в сельской местности Уилтшира, где царила строго религиозная атмосфера, а затем в школу для девочек Шерборн в Англии, где она была единственной чернокожей ученицей. «Я чувствовала, что нахожусь под испытанием и что мои неудачи могут плохо отразиться на всей чёрной расе», — писала она позже. Через год её приняли в колледж Гёртон в Кембридже — в общей сложности, она стала третьей африканкой, принятой в Кембриджский университет за всю историю этого учебного заведения. В 1962 году она окончила Кембридж, получив диплом юриста. Три года спустя, в 1965 году, принцесса стала адвокатом в качестве члена коллегии адвокатов Грейс-Инн, став таким образом первой женщиной из Восточной Африки, принятой в английскую коллегию адвокатов.

## Принцесса, юристка, модель, актриса

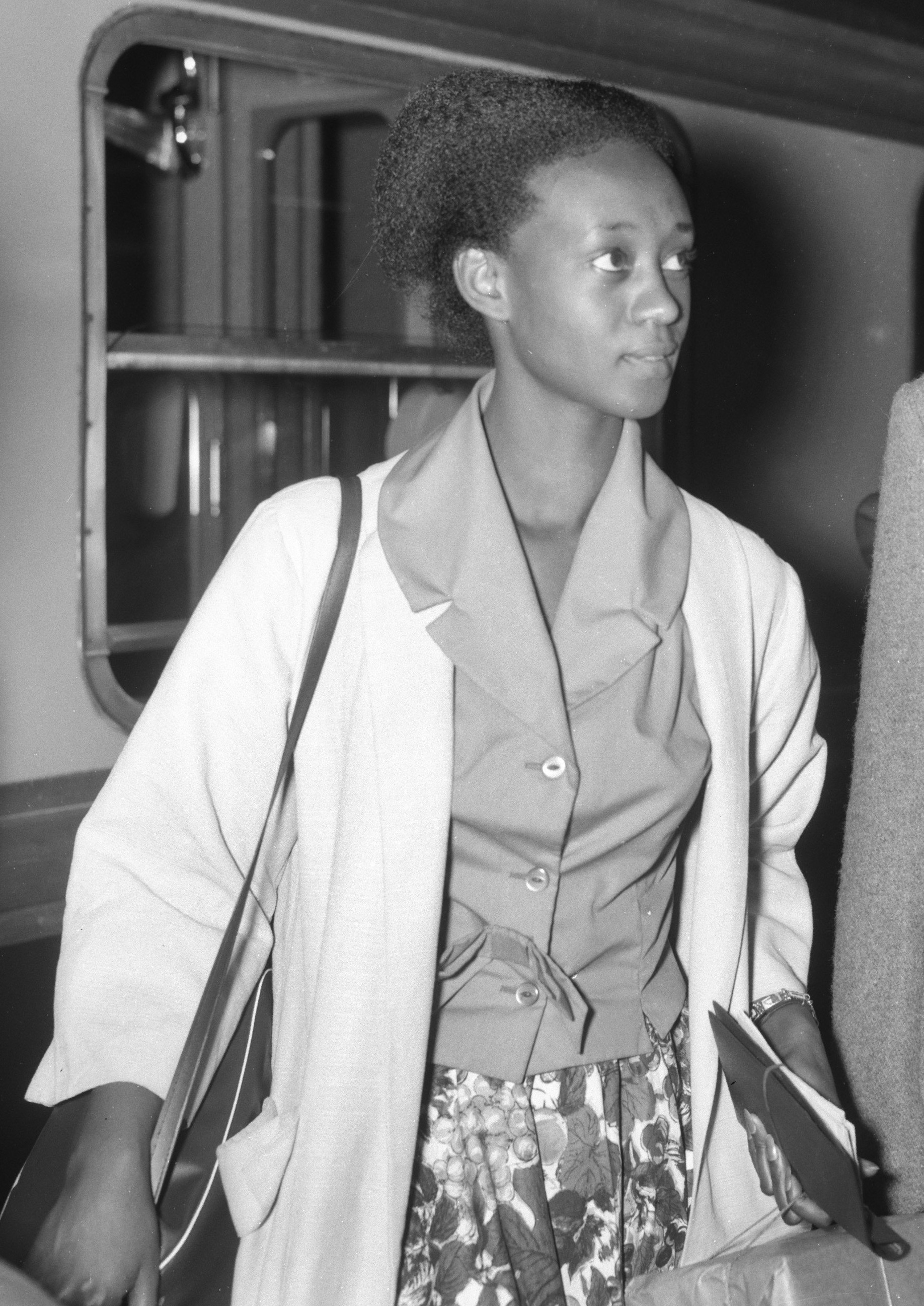
Елизавета Торосская в 1959 году

Примерно в это же время умер её отец, и её брат Патрик Дэвид Мэтью Кабойо Олими был возведён на престол как Олими III, двенадцатый Омукама Торо, правивший с 1965 по 1995 год. На коронации Элизабет получила титул Батебе (королевской принцессы), что традиционно делало её самой могущественной женщиной во всём королевстве Тооро и самым доверенным советником короля.
Король Буганды, ещё одного традиционного королевства Уганды, Фредрик Мутеса II стал теперь президентом, а премьер-министром — Милтон Оботе. Всего через год после коронации Олими III придерживавшийся радикально антимонархических взглядов Оботе напал на дворец Буганды, отправил Эдварда Мутису II в изгнание и объявил себя президентом. Вскоре он упразднил все традиционные королевства Уганды, включая Торо. Элизабет опасалась за жизнь брата, но он сбежал в Лондон.
Принцесса прошла стажировку в юридической фирме Kazzorra & Co. в Кампале и стала первой женщиной-юристом в Уганде. Она была фактически пленницей в своей собственной стране, пока принцесса Маргарет из Великобритании не прислала ей приглашение выступить моделью на благотворительном показе мод Содружества в Лондоне. Элизабет хотела развенчать миф о превосходстве белой красоты и цивилизации, поскольку темнокожие модели в то время были в диковинку. Принцесса имела ошеломительный успех и вскоре стала весьма успешной моделью, её фотографии появлялись на обложках многих журналов (например, Дэвид Бейли фотографировал ее в образе царицы Савской для британского Vogue). При этом она отказывалась сниматься обнажённой, объясняя, что планирует рано или поздно вернуться на родину, где это считалось бы неприемлемым.
Владельцы Daily Telegraph Хартвеллы познакомили её на вечеринке с Жаклин Кеннеди Онассис, которая убедила её переехать в Нью-Йорк. Элизабет приняла предложения на главную роль в фильме «И пришло разрушение», основанном на творчестве прославленного нигерийского писателя Чинуа Ачебе. Эта западногерманско-нигерийская драма, снятая в Нигерии, была показана в кинотеатрах США, Англии и ФРГ, но не имела кассового успеха. В 1971 году находившийся в Сингапуре Оботе был свергнут генералом Иди Амином, и Элизабет вернулась в Уганду, где её представили новому президенту, похвалившему принцессу как «очень хорошего посла Уганды за рубежом».

## Вляиние и падение при диктатуре Амина
Диктатура Амина оказалась куда более репрессивной, чем правление Оботе, однако поначалу королевская семья Торо сотрудничала с ним. 22 июля 1971 года он сделал ей предложение стать чрезвычайным послом, подчиняющимся президенту напрямую и ответственным за обмен посланиями между ним и главами других государств. С этой высокооплачиваемой должности началась карьера Элизабет на дипломатическом поприще, но фактически в её обязанности входили функции пиар-менеджера Иди Амина (так, благодаря её вмешательству не была отправлена антисемитская телеграмма дикатора премьер-министру Израиля Голде Меир, в которой известный тот требовал от неё «собрать нижнее бельё и убираться в Америку»).
Елизавета продолжала обелять репутацию режима, хотя масштаб репрессий нарастал. Ей даже приписывали роман с диктатором, якобы собиравшегося сделать её одной из своих многочисленных жён, хотя и предпочитал тучных женщин. Сама Элизабет оставалась незамужней и официально отрицала какие-либо романтические или сексуальные связи с Амином, считая свои отношения с начальством «чисто формальными». По ночам Иди Амин часто подъезжал на черном «Мерседесе» к вилле принцессы, где сам когда-то жил, и приказывал подчинённым регулярно следить за принцессой, чтобы не допускать к ней соперников. Получив донесение об известном дипломате подполковнике Майкле Ондоге, который будто бы планировал развестись с женой, чтобы жениться на Элизабет, диктатор задумал расправу.
В феврале 1974 года Иди Амин назначил вместо впавшего в немилость (и вскоре убитого) Ондоги министром иностранных дел Елизавету Тороскую, объявив об этом после заседания на церемонии вручения дипломов в Университете Макерере. То, что она стала единственной женщиной из 18 министров-мужчин в правительстве, сама прицесса считала «вехой» и «особой честью для королевского дома». Ей вскоре выпало выступать в Организации Объединённых Наций, но это было одно из последних выступлений от имени аминовского режима, получивших положительный отклик на международной арене: поддерживать имидж Иди Амина становилось всё труднее, поскольку размах его террора и преступлений стали известны за рубежом благодаря показаниям многочисленных свидетелей и беженцев.
Впрочем, уже в ноябре того же 1974 года случилось падение Элизабет: диктатор отстранил её и сам возглавил МИД (пока не назначил на должность своего соратника Джуму Ориса) предварительно обвинил свою бывшую фаворитку в «явных моральных упущениях», выразившихся в половой связи с белым мужчиной в туалете французского аэропорта Орли. Полиция провела тщательный обыск в жилище Элизабет, её арестовали, доставили в полицейский участок и поместили в маленькую изолированную камеру. Это событие имело широкий резонанс, особенно среди дипломатических кругов. Французские власти официально опровергли обвинения Амина как беспочвенные, поскольку таковой инцидент места не имел — в заявлении руководства аэропорта Орли говорилось, что за своё 15-минутное пребывние там она постоянно находилась в компании сотрудников службы безопасности и других публичных лиц, из-за чего «даже если бы хотела, то не могла бы участвовать в таком акте».
Эти и другие международные аргументы опровергли обвинения Амина, но он попытался выдвинуть другие: «склонность к расточительству». Он обвинил её в трате 4280 долларов на «официальный гардероб» и 900 долларов на чаевые носильщикам и швейцарам во время поездок в Нью-Йорк и Оттаву и опубликовал это обвинение в «Голосе Уганды», чтобы настроить против неё угандийцев, в массе своей находящихся в бедственном экономическом положении. Несмотря на протоколы свидетельских показаний и их представление Генеральному прокурору и Верховному суду, собранных доказательств оказалось недостаточно, чтобы посадить принцессу-чиновницу за хищение или растрату государственных средств, поэтому диктатор завявил, что дарует ей свободу, оштрафовав на 750 долларов и предприняв последний шаг по её дискредитации: по телевидению и в прессе была распространена фотография обнажённой женщины — как предполагалось, самой Элизабет Торо.

## Изгнание и возвращение

Элизабет на приёме у президента США Рональда Рейгана в Белом Доме в 1986 году

Уже через год после своего министерского назначения, в феврале 1975 года, Элизабет бежала из страны в Кению, оттуда в Вену, а затем в Лондон (к этому моменту Иди Амин выдал национальный ордер на арест Элизабет). Один из функционеров ООН предоставил ей машину с дипломатическими номерами, чтобы она могла добраться до границы. Один из её земляков, товарищей и коллег по адвокатуре хотел перевезти её через границу в автоцистерне со специально оборудованным тайником. Кинопродюсер Эдвард Моск успешно передал её дело в организацию Amnesty International, а младшая сестра принцессы Элизабет Мейбл обратилась за помощью к госсекретарю США Генри Киссинджеру. Усилия друзей принесли плоды: за 30 000 шиллингов группа контрабандистов согласилась перевезти партию слоновьих бивней в Кению секретным маршрутом, не зная, что они перевозят опальную принцессу: После переезда принцесса спряталась в деревне у семьи друзей, где переоделась в одежду крестьянки и села в машину, которая должна была отвезти её к границе. Она прошла последние четыре мили до границы пешком, после чего её торжественно встретили в Кении.
Сначала Элизабет Торо жила в одной квартире в Найроби со своим братом Олуми III. Она воспользовалась предложением кенийского президента Джомо Кениаты и переехала в дом его дочери Маргарет, но, опасаясь за судьбу своих близких, приняла ещё один совет Кениаты: она согласилась позвонить Амину и выразить свои соболезнования в связи со смертью отца угандийского диктатора, на что тот отреагировал сдержанно, предложив ей восстановление благосклонности, должности и дома, а также личную неприкосновенность для неё и семьи; однако продолжения этот телефонный разговор не имел. Экс-министр уехала в Австрию, где долгое время жила под личной охраной, поскольку не стала переезжать в квартиру дочери федерального канцлера Бруно Крайского, которую ей предложила в качестве убежища.
Вместо этого она переехала в Лондон, где жили её друзья. Приезд Элизабет Торо в Лондон привлек всеобщее внимание из-за компрометирующей фотографии, опубликованной Амином. Последняя даже была использована итальянским кинорежиссёром Чезаре Карневари для создания в 1976 году эротического фильма «Обнажённая принцесса» (La Principessa nuda), где роль принцессы (включая эпизод с предполагаемым сексом в Орли) исполняет американская трансгендерная актриса бразильского происхождения Аджита Уилсон. В результате Элизабет вела множество судебных тяжб, обвиняя в клевете различные издания (апример, итальянскую версию Playboy, опубликовавшее её фотографию со сценами из фильма «Обнажённая принцесса»); выиграв большинство своих исков, она получила крупные финансовые компенсации.
Четыре года спустя, после свержения диктатуры Амина танзанийскими войсками и примкнувшими к ним повстанцами в результате военного вмешательства президента Танзании Джулиуса Ньерере, отразившего нападение диктатора на свою страну, Элизабет вернулась в Уганду. Она помогла провести первые в стране свободные национальные выборы, на которых победил Оботе, продолживший преследовать своих врагов. Элизабет и её возлюбленный, принц Уилберфорс Ньябонго (сын принца Лео Шарпа Очаки), в 1980 году бежали в Лондон, где и поженились в 1981 году. В 1984 году Элизабет сыграла роль шаманки (колдуньи, ведьмы) в британо-американском приключенческом фильме Columbia Pictures «Шина — королева джунглей».
Наконец, в 1985 году Оботе был свергнут, и после непродолжительного периода военного правления президентскую власть надолго занял Йовери Мусевени. В 1986 году Элизабет продолжила дипломатическую службу и была назначена послом в США, занимая эту должность до 1988 года. Позднее в том же году её супруг Ньябонго, авиационный инженер по профессии, погиб в авиакатастрофе в 32-летнем возрасте.
После смерти мужа принцесса Елизавета Тороская решила оставить государственную службу и заняться благотворительностью. Также она стала официальным опекуном сына своего брата, Рукиди IV, который родился в 1992 году и является правящим монархом Торо с 1995 года. После службы в качестве посла Уганды во Франции, Германии, Италии и Ватикане Элизабет приняла назначение на должность Верховного комиссара Уганды в Нигерии, которую занимала до 2008 года. Она является автором книг «Африканская принцесса» (1983) и «Елизавета Торо: Одиссея африканской принцессы» (1989).